# ヒリス・ペーテルス
ヒリス・ペーテルス（Gillis Peeters、1612年1月12日 - 1653年3月12日）は、フランドルの画家、版画家である。弟のボナヴェントゥーラ・ペーテルスらと風景画、海洋画を描いた画家の一族の一人である。

## 略歴
アントウェルペンで画家のコルネリス・ペーテルス（Cornelis Peeters)の息子に生まれた。弟のボナヴェントゥーラ・ペーテルス1世(1614-1652)とヤン・ペーテルス1世(Jan Peeters I: 1624–1677) 、妹のカタリーナ・ペーテルス(Catharina Peeters: 1615–1676)も画家になった。
1631年に花を描くのを得意とした画家のアントニー・クラースゾーン1世(Anthony Claesz. I ; 1592-1636)の弟子になり、1634年に弟のボナヴェントゥーラと一緒にアントウェルペンの聖ルカ組合の親方になった。1641年までアントウェルペンの工房をボナヴェントゥーラと共有した。
1636年にオランダ西インド会社が経営する植民地オランダ領ブラジルの総督となったナッサウ＝ジーゲン侯ヨハン・マウリッツに仕えるためにおそらく1637年と1640年の2度、ブラジルを旅したと考えられていて、4点のブラジル風景を描いた絵画と、後のヒリス・ペーテルスや弟のボナヴェントゥーラ・ペーテルスが風景画を描くのに利用したと考えられる多くのスケッチが残されている。
ヒリス・ペーテルスの息子には、ウィレム・ペーテルス(Willem Peeters）、ヒリス・ペーテルス2世(Gillis Peeters II:1645-1678)、ボナヴェントゥーラ・ペーテルス2世(Bonaventura Peeters II :1648-1702)がいて、ボナヴェントゥーラ・ペーテルス2世も海洋画家として知られている。
アントウェルペンで没した。

## 作品

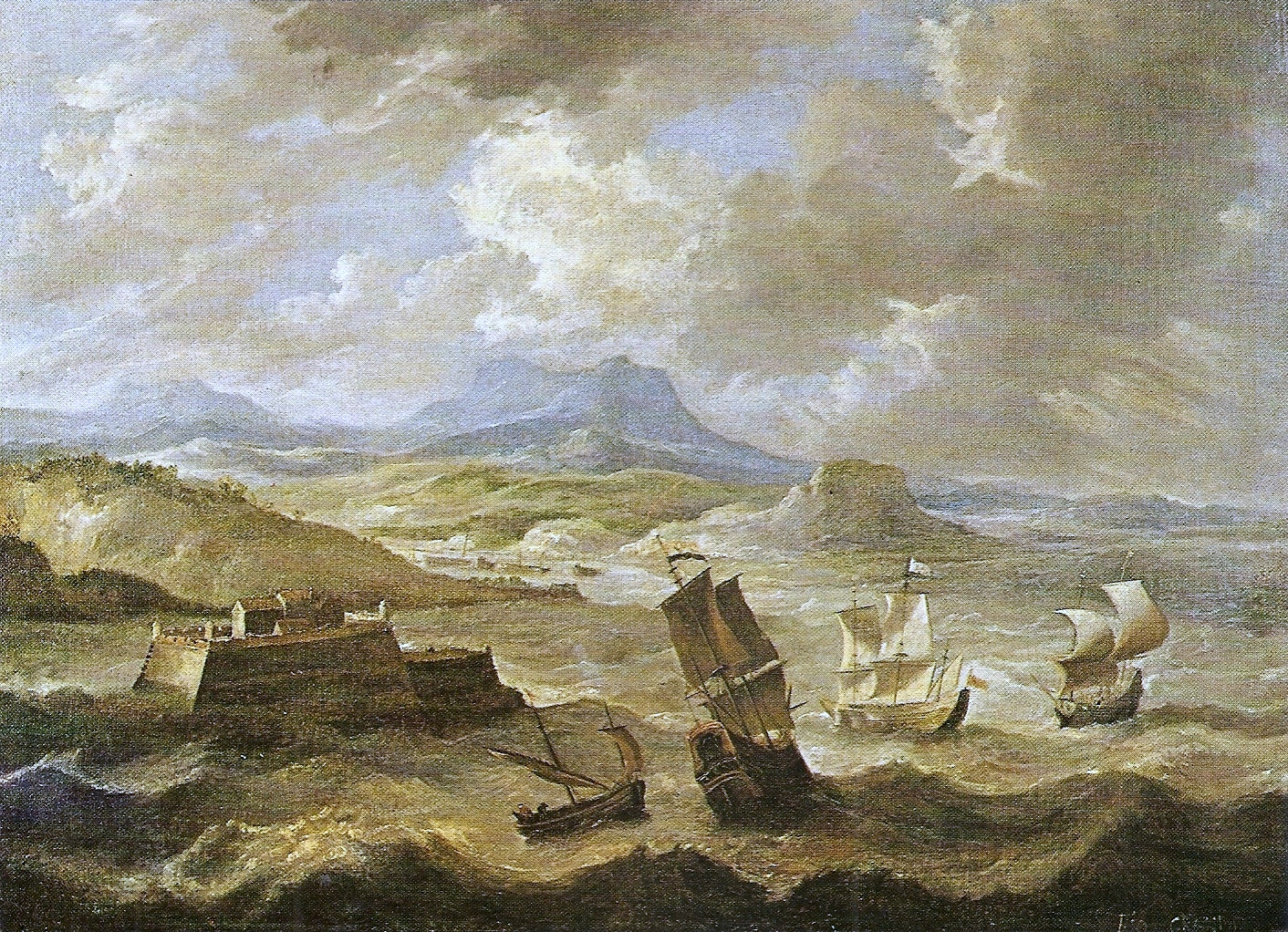
ブラジルの要塞(Forte dos Reis Magos)
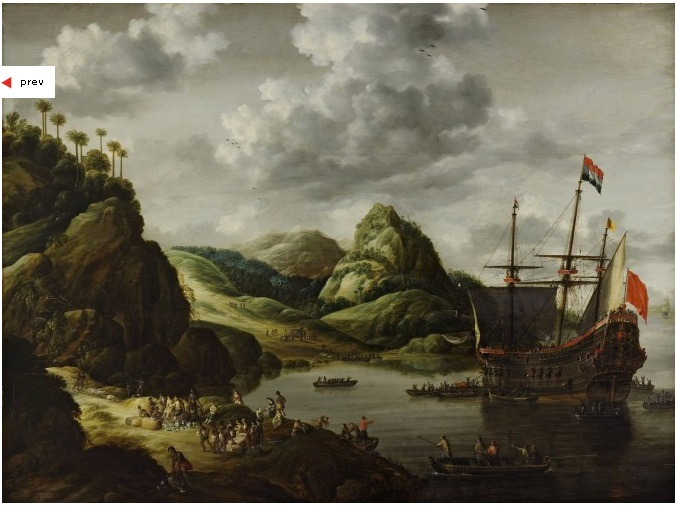
ボナヴェントゥーラ・ペーテルスと共作、商船から下船する人々のいる港の風景
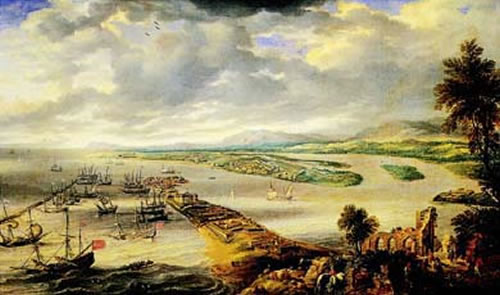
ブラジルのレシフェの風景
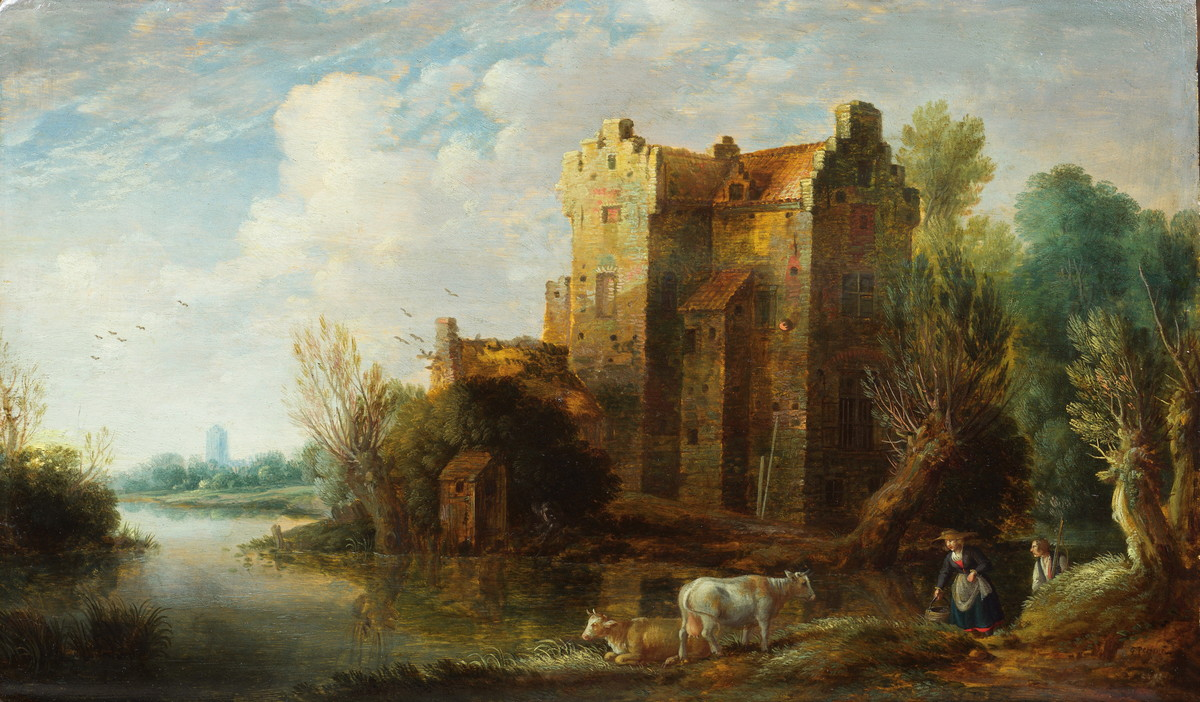
牛を世話する女性と砦の建物のある川の風景
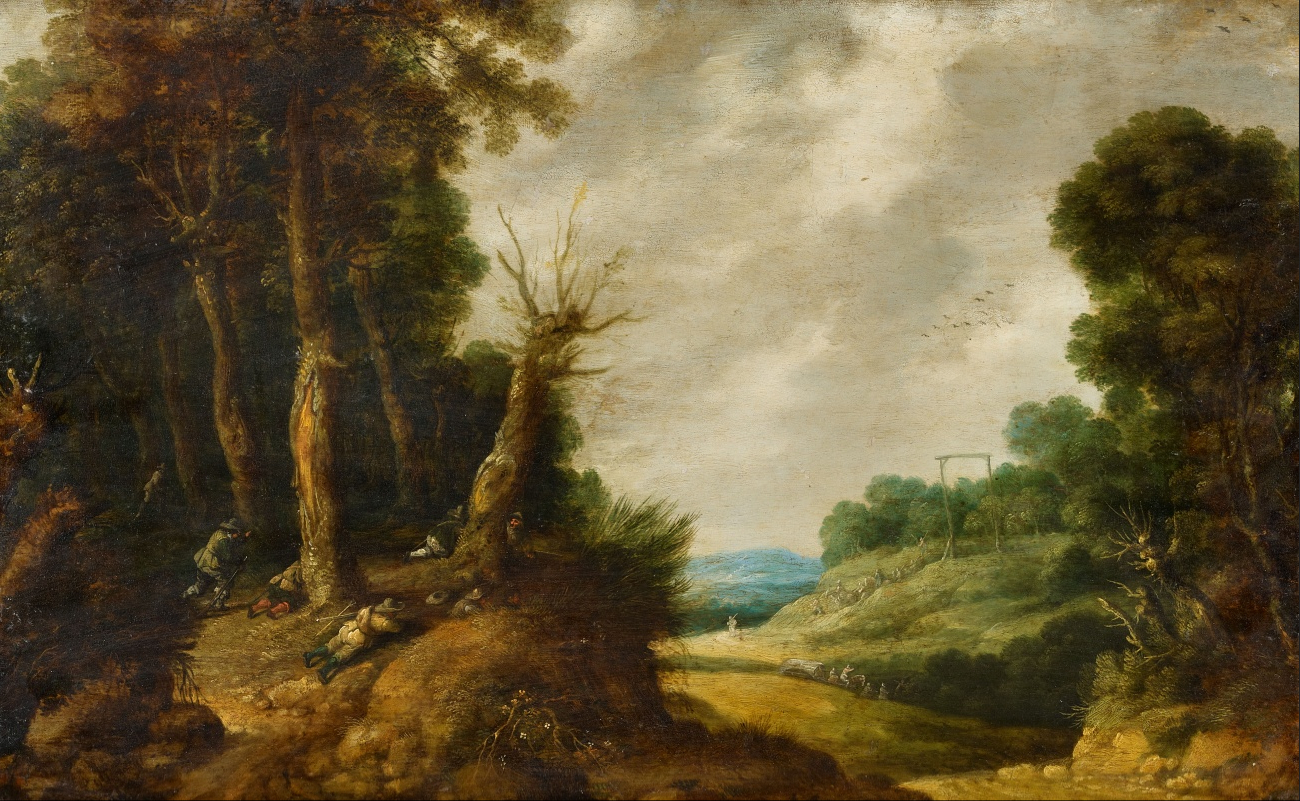
猟師のいる風景
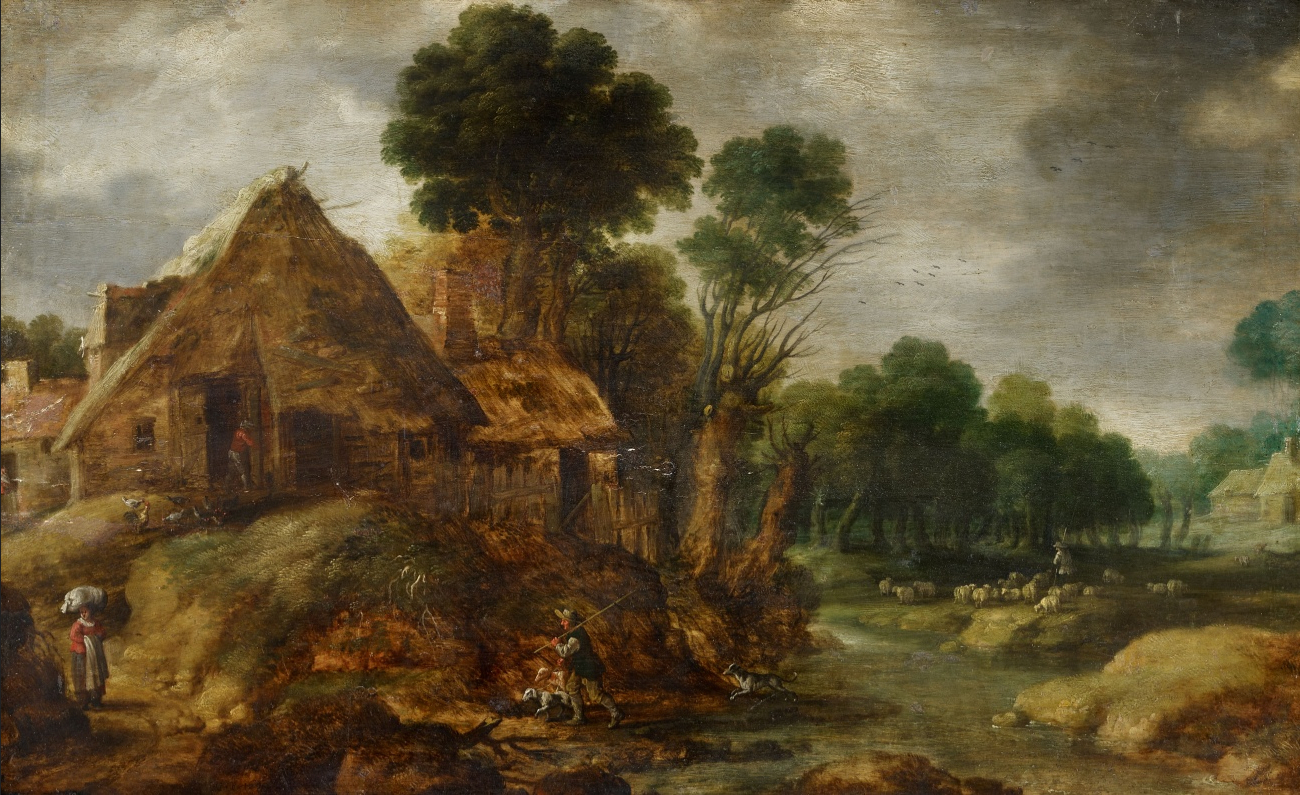
農民のいる風景